# Гасанов, Самир Назимович
Сами́р Нази́мович Гаса́нов (укр. Самір Назімович Гасанов; род. 9 сентября 1967, Кировоград) — советский и украинский футболист, игравший на позициях нападающего и полузащитника. По завершении карьеры игрока работал тренером.

## Биография
Воспитанник кировоградского футбола. Азербайджанец. Первый тренер — Виктор Третьяков. Играл в дубле бакинского «Нефтчи» и в юношеской сборной Азербайджанской ССР. Начал профессиональную карьеру в 1989 году в кировоградской «Звезде». Провёл в составе команды 6 сезонов, вместе с клубом прошёл путь от переходной до первой лиги чемпионата Украины, однако затем перешёл в желтоводский «Сириус». В течение 1995—1997 годов сменил 6 клубов: помимо «Сириуса» играл также в херсонском «Воднике», северодонецком «Химике», луганской «Заре», александрийской «Полиграфтехнике» и ужгородской «Верховине». 1998—1999 годах провёл ещё полтора сезона в составе «Полиграфтехники», затем год в никопольском «Металлурге», после чего вернулся в «Звезду», которая в 2000 году вылетела из Высшей лиги чемпионата Украины. В течение последующих трёх сезонов помог кировоградской команде вернутся в элитный дивизион, затем в сезоне 2003/04 провёл 1 матч за клуб «Олимпия ФК АЭС» из Южноукраинска, после чего завершил карьеру игрока.

### Тренерская карьера
По окончании выступлений назначен на должность помощника главного тренера «Звезды» Юрия Коваля. Проведя год в кировоградской команде, в 2004 году, вместе с Ковалем, перешёл сначала в луганскую «Зарю» (которая, под их руководством вышла из первой лиги в высшую), а затем, через 2 года, в тернопольскую «Ниву». В 2007 году исполнял обязанности главного тренера «Нивы». Провёл в Тернополе год, после чего работал тренером в ПФК «Александрия» и днепродзержинской «Стали». В 2011 году, вместе с бывшим одноклубником по «Звезде», Николаем Лапой, работал тренером в детско-юношеской академии узбекского клуба «Машъал» из Мубарека, а в следующем году стал тренером в «Насафе» (Карши). Летом 2012 года вернулся в «Звезду», на должность помощника главного тренера. В 2013 году, после отставки Ильи Близнюка до конца сезона исполнял обязанности главного тренера кировоградского клуба, после чего продолжил работать в тренерском штабе нового тренера «Звезды» Николая Федоренко, а позднее — Анатолия Бузника. В октябре 2014 года, после ухода Бузника, назначен главным тренером команды, однако под его руководством было сыграно всего 3 матча, после чего Гасанов подал в отставку. С декабря 2014 по август 2016 года — спортивный директор «Звезды». В декабре 2016 года назначен спортивным директором тернопольской «Нивы». В 2018 году вернулся в «Звезду», на должность тренера в штабе Андрея Горбаня, где проработал до расформирования главной команды. Весной 2019 года назначен главным тренером «Звезды», которая заявилась в чемпионат Кировоградской области, а позднее — в чемпионат Украины среди любителей.

## Достижения
- Победитель Первой лиги чемпионата Украины: 2002/03
- Бронзовый призёр Второй лиги чемпионата Украины: 1993/94